# Stonogobiops yasha
Stonogobiops yasha és una espècie de peix de la família dels gòbids i de l'ordre dels perciformes.

## Morfologia
- Les femelles poden assolir 4,7 cm de longitud total.
- Nombre de vèrtebres: 27.[5]

## Hàbitat
És un peix marí, de clima temperat i demersal que viu entre 15-40 m de fondària.

## Distribució geogràfica
Es troba a Indonèsia, el Japó (incloent-hi les Illes Ryukyu), Nova Caledònia i Palau.

## Observacions
És inofensiu per als humans i sempre és trobat en simbiosi amb Alpheus randalli.